# Abra (rivier)
De Abra is een rivier in het noorden van Luzon, het grootste eiland van de Filipijnen. De rivier heeft een lengte van 181 kilometer en een stroomgebied van 5.125 km². De Abra ontspringt bij Mount Data in de gemeente Mankayan in het noorden van de provincie Benguet midden in de Cordillera Central. Van daaruit stroomt de rivier door een breed dal noordwaarts door de provincie Ilocos Sur, tot de Abra bij Bangued in de provincie Abra samenkomt met de grootste zijrivier, de Tineg. Van daaruit stroomt de Abra met grote meanders verder in zuidwestelijke richting voor hij in de gemeente Caoayan, ten zuiden van Vigan uitmondt in de Zuid-Chinese Zee. 